# Adagio en sol mineur
Pour les articles homonymes, voir Adagio (homonymie) et Albinoni (homonymie).
L'Adagio d'Albinoni (Mi 26), Adagio en sol mineur ou Adagio pour orchestre à cordes et orgue en sol mineur est un adagio néo-baroque contemporain pour orgue, instruments à cordes et basse continue, composé par le musicologue italien Remo Giazotto (1910-1998) (spécialiste de l'œuvre baroque du XVIIIe siècle de Tomaso Albinoni) pour lequel il réutilise, en particulier, deux idées thématiques et une ligne de basse empruntées à des fragments d'une sonate perdue d'Albinoni, supposément retrouvée dans les ruines de la bibliothèque de Dresde.
Baptisée du nom d'Albinoni, et publiée avec succès pour la première fois en 1958 par la maison d'édition italienne Casa Ricordi, cette composition est depuis une des œuvres les plus célèbres et populaires de la musique classique contemporaine,.

## Historique
C'est en 1958 que les éditions Ricordi de Milan publièrent la partition sous l'intitulé « Adagio in sol minore per archi e organo di R. Giazotto su due spunti tematici e su un basso numerato di T. Albinoni ». Dans la préface, il était indiqué que, pour composer son adagio, Giazotto s'était appuyé sur un fragment contenant la basse chiffrée et l'amorce de quelques mesures d'une ligne de violon, l'ensemble de ces éléments appartenant au mouvement lent d'une œuvre orchestrale d'Albinoni. D'après Giazotto, qui fut l'un des grands spécialistes d'Albinoni alors que celui-ci était totalement oublié, il pourrait s'agir d’un fragment d'une sonate d'église (sonata da chiesa) — une des deux formes standard des sonate en trio — appartenant à l'opus 4 d'Albinoni datant de 1708.
Les éléments auraient été trouvés dans les ruines de la bibliothèque de Dresde détruite en partie par les bombardements alliés de la Seconde Guerre mondiale de février-mars 1945, alors qu'il effectuait des recherches sur Albinoni afin de dresser le premier catalogue complet de ses œuvres, un feuillet qu'il aurait identifié comme un fragment d'une sonate d'église appartenant à l'opus 4 d'Albinoni, datant de 1708. Ce point n'a jamais été confirmé car il n'existe aucune trace officielle ayant été trouvée qui prouverait sa provenance de la collection de la bibliothèque de Dresde. Mais en 2007, l'assistante de Giazotto, la musicologue Muska Mangano a découvert dans les papiers de Giazotto une transcription manuscrite d'une pièce ancienne avec basse continue et six mesures d'une mélodie pour violon avec, dans le coin supérieur droit du document, un cachet qui indique sans équivoque qu'elle vient en effet de la Bibliothèque d'État de Saxe.
Giazotto a construit l'équilibre de l'œuvre complète en un simple mouvement basé sur ce thème fragmentaire. Il déposa ses droits d'auteur et la publia en 1958.
La genèse de cet adagio reste donc mystérieuse. Si l'apport réel d'Albinoni dans cette composition ne laisse aucun doute, les éléments exacts provenant de ce dernier, utilisés dans l'écriture de cette œuvre, restent un sujet à discussion pour lequel plusieurs hypothèses s'affrontent sans apporter de preuves ou de conclusions définitives. Giazotto étant décédé en 1998, il est possible que la vérité ne soit jamais découverte sur ces éléments de composition dus à Albinoni à l'origine de ce pastiche universellement connu.
Contrairement à de nombreuses présentations fantaisistes de cette œuvre, il ne s'agit pas d’un adagio dont l'éditeur aurait essayé d'attribuer la paternité à T. Albinoni, pas plus que d'une œuvre d'Albinoni qui aurait été reconstruite ou arrangée par Giazotto. Il s'agit bien, comme l'indiquait dès le début l'éditeur Ricordi lors de la première publication de la partition en 1958, d'une œuvre originale, composée par Remo Giazotto lui-même, celui-ci ayant seulement utilisé pour sa composition des éléments thématiques et la basse chiffrée d'une œuvre perdue d'Albinoni. Une confusion entre le compositeur de cette œuvre – Remo Giazotto – et son inspirateur – Tomaso Albinoni – est encore largement entretenue aujourd'hui, notamment par les nombreux producteurs d'arrangements de cet adagio, sans doute par intérêt commercial, le nom d’Albinoni étant bien plus vendeur et plus connu que celui de Giazotto.
La pièce est le plus souvent orchestrée pour ensemble à cordes et orgue ou orchestre à cordes seul, mais avec sa notoriété grandissante a été transcrite pour d'autres instruments. Le chef d'orchestre italien Ino Savini (1904-1995) a transcrit l'Adagio pour un grand orchestre et a dirigé lui-même la pièce à Ostrava en 1967 avec l'Orchestre philharmonique Janáček. Cette œuvre est à ce jour une des œuvres musicales les plus populaires et les plus enregistrées. Elle fait l'objet de nombreux arrangements, réorchestrations et interprétations dans tous les styles musicaux (symphonique, variété, flamenco, jazz, pop, rock, techno, etc.) et a été utilisée plusieurs fois pour le cinéma et des séries télévisées.

## Reprises et cinéma
Cet adagio très populaire a été repris pour de nombreuses musiques de films, de séries télévisées, de publicités et interprètes, dont :
- 1962 : Le Procès d'Orson Welles, adapté du roman Le Procès de Franz Kafka
- 1962 : Les Dimanches de Ville-d'Avray de Serge Bourguignon
- 1963 : La Rage de Pier Paolo Pasolini
- 1974 : L'Énigme de Kaspar Hauser de Werner Herzog
- 1975 : Rollerball de Norman Jewison
- 1980 : Fame film musical d'Alan Parker
- 1981 : Gallipoli de Peter Weir
- 1983 : Flashdance d'Adrian Lyne
- 1989 : Le Fantôme de l'Opéra de Dwight H. Little
- 1991 : The Doors d'Oliver Stone
- 2012 : Quand je serai petit de Jean-Paul Rouve[8]
- 2016 : Manchester by the Sea de Kenneth Lonergan
- 2019 : Versace - American Crime Story

Le chanteur Demis Roussos pose sur cette musique les paroles en français d'un très bel hommage aux femmes en 1991 dans son morceau Adagio  présent sur l'album Insight.
La chanteuse Lara Fabian a aussi repris la musique en 1999 pour en faire une chanson (du nom d'Adagio). Elle a effectivement posé ses mots en Anglais et en Italien sur une version modifiée de l'Adagio d'Albinoni.

## Dans la culture populaire
- L'adagio est mentionné (mais on ne l'entend pas) dans le film Les Bronzés (1978) de Patrice Leconte, par Michel Blanc qui le décrit comme la musique idéale pour mettre en scène son suicide[9] :

« - J'ai même essayé de me suicider.

- Comment ça ?

- On n'est jamais très original dans ces moments-là. J'ai mis l'adagio d'Albinoni, j'ai avalé deux tubes de laxatif et puis hop ! J'ai perdu 16 kilos et ma moquette ».
- Dans le même registre, dans Comment réussir quand on est con et pleurnichard, le personnage d'Evelyne Buyle lance l'adagio sur son tourne-disques à chacune de ses tentatives de suicide.
- Hervé Vilard mentionne le morceau dans sa chanson Rêveries : « J'aurai moins le cafard dès que sera parti De ma mémoire cet adagio d'Albinoni ».

- Dans la série “Malcolm” saison 6, épisode 18, Malcolm prend une nouvelle matière en analyse musicale, il doit rendre un devoir après l’écoute de l’Adagio d’Albinoni en sol mineur, qu’il rate complètement ; pendant l’épisode, il perd l’audition et la retrouve à la fin en pleurant sur le même adagio.
- Dans l'album An American Prayer, Jim Morrison reprend ce morceau sous le titre A Feast of Friends[10].

## Droits d'auteur
Remo Giazotto étant mort en 1998, l'Adagio d'Albinoni entrera dans le domaine public en 2068 pour les États membres de l'Union européenne et en 2048 pour les autres États.
L'œuvre n'étant pas dans le domaine public, son téléchargement est illégal et a été supprimé de l'International Music Score Library Project.